# Byeongsan Seowon

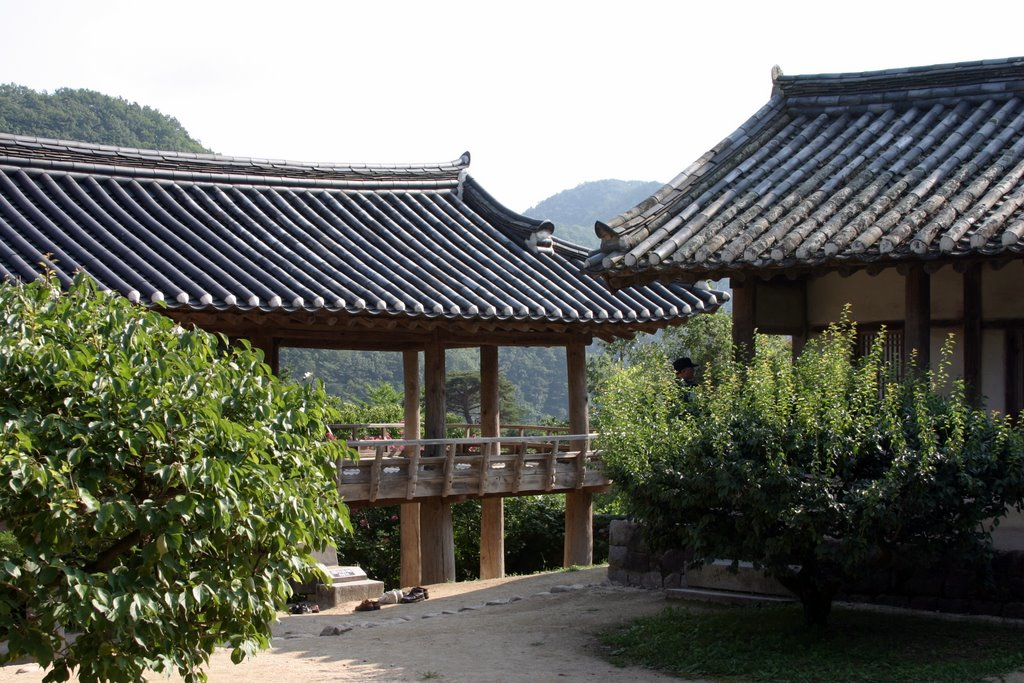
Vista de Byeongsan Seowon

Byeongsan Seowon es un seowon ubicado en el pueblo de Byeongsa-ri, Pungcheon-myeon, Andong, provincia de Gyeongsang del Norte, Corea del Sur. Un seowon fue un tipo de academia local durante la dinastía Joseon (1392–1897). Inicialmente establecido como Jondeoksa (尊 德 祠) por eruditos confucianos locales, especialmente Jeong Gyeong-se (鄭經世) en 1613, en el quinto año del reinado de Gwanghaegung, para conmemorar el logro académico y la virtud del notable erudito confuciano y político Ryu Seong-ryong. El predecesor del seowon fue Pungak Seodang (淵 岳書堂), una escuela ubicada en Pungsan para enseñar al clan Pungsan Ryu durante el período Goryeo. Ryu Seong-ryong movió el seodang a su lugar actual en 1572.

## Historia
La historia de Byeongsan Seowon inició cuando Ryu Seong-ryong se mudó a Andong en 1572 desde Pungak Seodang, una escuela confuciana establecida durante el período Goryeo. Después de su muerte en 1607, los confucianos locales como Jeong Gyeong-se fundaron el Templo Jondeok en 1613 y consagraron una tablilla ancestral para conmemorar su trabajo académico y sus virtudes. El templo pasó a llamarse Byeongsan Seowon en 1614. 
En 1620, luego de una discusión pública entre los confucianos, la tableta ancestral se trasladó a Yeogang Seowon, un seowon memorial para Toegye. En 1629 se hicieron nuevas tabletas ancestrales para adorar a Ryu Seong-ryong y su tercer hijo, Ryu. 
Byeongsan Seowon sirvió como una rama de la educación local para producir muchos académicos. En 1868, Heungseon Daewongun ordenó retirarlo, pero no fue dañado. El auditorio fue reconstruido en 1921 bajo dominio japonés. Hyangsarye, una ceremonia conmemorativa para Ryu Seong-ryong y Ryu Jin, se celebra allí cada marzo y septiembre. 
Está designado como sitio histórico No. 260 y contiene aproximadamente 3,000 libros de aproximadamente 1,000 tipos diferentes, incluida una colección de libros de Ryu Seong-ryong.